# Midway (Minnesota)
Pour les articles homonymes, voir Midway.
Midway est une census-designated place située dans le comté de Mahnomen, dans l’État du Minnesota, aux États-Unis. Lors du recensement de 2020, elle comptait 20 habitants.